# Immunologia kliniczna
Immunologia kliniczna – specjalizacja lekarska zajmująca się diagnostyką i leczeniem chorób immunologicznych, a w szczególności pierwotnych lub wtórnych zespołów niedoborów odporności i chorób autoimmunologicznych. W Polsce konsultantem krajowym immunologii klinicznej od 21 września 2019 jest prof. dr hab. Sylwia Kołtan.